# Jnepenișul cu Pinus cembra - Călimani
Jnepenișul cu Pinus cembra - Călimani este o arie protejată de interes național ce corespunde categoriei a IV-a IUCN (rezervație naturală de tip forestier), situată în județul Suceava, pe teritoriul administrativ al orașului Vatra Dornei.

## Localizare
Aria naturală cu o suprafață de 384,20 hectare se află în partea sud-vestică a județului Suceava, la limita cu județul Harghita, în latura nord-estică a Munților Călimani, grupă muntoasă a Carpaților Orientali.

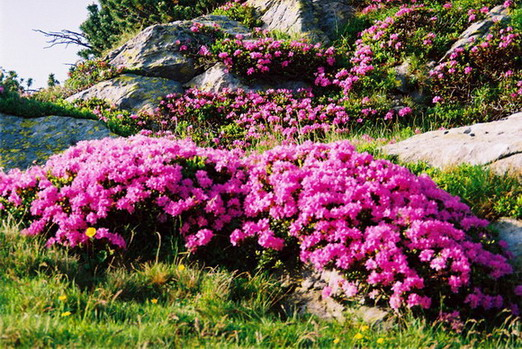
Smârdar (Rhododendron kotschyi)

## Descriere
Rezervația naturală a fost declarată arie protejată prin Legea Nr.5 din 6 martie 2000 (privind aprobarea Planului de amenajare a teritoriului național - secțiunea a III-a - zone protejate) și este inclusă în Parcul Național Călimani.
Aria protejată reprezintă o zonă montană cu scop de protecție pentru mai multe specii floristice, printre care zâmbru (Pinus cembra), jneapăn (Pinus mugo) sau smârdar (Rhododendron kotschyi).